# Orions
Els orions són una espècie extraterrestre humanoide fictícia de la franquícia de ciència-ficció estatunidenca Star Trek, que van fer la seva primera aparició al pilot inicial de La sèrie original, "La gàbia". Susan Oliver va interpretar el primer orió que es va veure a la pantalla, quan el seu personatge humà Vina es va transformar en una, tot i que va ser Majel Barrett qui es va sotmetre a la prova de maquillatge original. Les imatges es van utilitzar posteriorment a l'episodi de dues parts "El zoo". Yvonne Craig, que va ser considerada per al paper de Vina, més tard va interpretar una orió a "Qui Déu destrueixi...".
Els orions masculins van fer la seva primera aparició a l'episodi de "La sèrie animada" "The Pirates of Orion" però no van aparèixer en imatge real fins a l'episodi "Borderland" de Star Trek: Enterprise, que també presentava orions femenines. Les dones orions també s'han vist a les pel·lícules Star Trek i Star Trek Into Darkness. La sèrie animada Star Trek: Lower Decks representava els orions com una societat matriarcal, i presenta D'Vana Tendi, una orió, com a personatge principal. Les femelles de l'espècie s'han conegut com a esclaves d'Orió, que s'han popularitzat entre els fans com a cosplay.
El món natal dels orions, Orió, es troba al sistema Orionis, al sector Orió del Quadrant Alfa. És un món de classe M amb turons, praderies i costes rocoses. La societat d'Orió és una contradicció acuradament equilibrada. Mentre que la noblesa i els elements governants estan arrelats en l'activitat criminal, el planeta en si sembla majoritàriament lliure de crim desenfrenat gràcies a les lleis estrictes que impedeixen els conflictes entre cases. Hi ha un cert grau de respecte i civilitat mantinguda al planeta que anima els forasters a visitar-lo i comerciar amb seguretat, tot i ser la seu d'una organització criminal interestel·lar.

## Desenvolupament
La primera menció dels orions va ser al primer esborrany del guió de Gene Roddenberry per al pilot inicial de La sèrie original, "La gàbia". En aquella etapa, no es va donar cap més descripció, excepte que havien de tenir un aspecte alienígena. Quan es va buscar el càsting, s'havia decidit que el personatge d'Orió s'havia de pintar de verd, i el guió deia que el personatge havia de ser "Salvatge! Pell verda, brillant com si estigués oliosa". Roddenberry havia convençut els executius de la NBC que rodessin en color per reduir els costos d'escenografia i perquè la pell verda del personatge es pogués veure a la pantalla. El vestuari de Vina va ser dissenyat per William Ware Theiss, i Roddenberry va pressionar perquè fos més escàs. Fred Phillips va fer proves de maquillatge abans que comencés el rodatge de l'episodi. Com que encara no s'havia escollit cap actriu per al paper de Vina, Majel Barrett va intervenir. Se li van aplicar diversos tons diferents de verd greixós, amb diferents exposicions de càmera i configuracions d'il·luminació provades. Aquestes proves es van enviar per ser revelades i es van rebre l'endemà.
Per sorpresa de l'equip de producció, Barrett va aparèixer de color carn normal a totes les imatges. Ho van tornar a intentar, aplicant un to de verd molt més fosc. Un cop més, quan van rebre els resultats, no semblava verda en absolut. Ho van intentar una tercera vegada i van rebre el mateix resultat. Roddenberry va trucar al laboratori de desenvolupament  frustrat, només per sentir la seva sorpresa que el personatge se suposava que havia de ser verd. Havien suposat que el director de fotografia havia configurat la càmera incorrectament i havia passat molt de temps corregint Barrett perquè tornés a tenir un color normal.
Es van considerar diverses actrius per al paper, incloent-hi Yvette Mimieux, Yvonne Craig, Barbara Eden i Anne Francis. La primera opció de Roddenberry va ser Susan Oliver, de qui el seu agent de talents va dir que era una excel·lent ballarina. Oscar Katz la va convèncer d'acceptar el paper, un executiu de Desilu Productions. No va assistir al rodatge en un intent d'evitar Oliver, ja que havia subestimat la dificultat del maquillatge en el paper.
Per preparar-se per a les escenes d'Orió, Oliver va fer una setmana d'instrucció de coreografia, i més tard va declarar en una entrevista amb la revista Starlog que no era una ballarina experta.El rodatge amb Oliver amb pintura verda va tenir lloc el 4 de desembre de 1965, i l'actriu va declarar en una entrevista posterior que "Fins i tot abans que comencés el ball i jo estava dreta tímidament al costat, aquesta sensació era a l'aire. Gene havia tocat alguna cosa fosca a l'inconscient de l'home; un es podria imaginar fent alguna cosa amb un company verd que mai no s'atreviria a algú del seu propi color." Phillips va necessitar un assistent per tornar a aplicar el maquillatge verd Max Factor entre plans, ja que a causa de la suor d'Oliver a causa de la calor dels llums de l'estudi i el ball, es veia tacada en alguns punts i s'assecava en altres. Es van tallar parts del ball d'Oliver perquè es considerava massa sexy, juntament amb una escena on l'assotaven. L'episodi va ser posteriorment rebutjat per NBC com a pilot, però el metratge es va utilitzar més tard a l'episodi en dues parts "El zoo". A diferència dels altres actors de "La gàbia", el contracte d'Oliver no contenia cap clàusula per cobrir la reutilització del metratge, i per tant no se li van pagar cap tarifa addicional. La primera aparició d'un orió mascle es va mostrar a l'episodi de La sèrie animada "The Pirates of Orion". Una xarxa de crim organitzat coneguda com a Sindicat Orió va ser esmentada a Star Trek: Deep Space Nine, però no es van veure Orions reals, només membres d'altres espècies.

### Star Trek: Enterprisei pel·lícules de reinvenció
L'escriptor Mike Sussman va intentar introduir els orions a Star Trek: Enterprise amb l'episodi "Anomaly", però durant les reescriptures aquests es va transformar en una nova espècie anomenada osaarians. Durant el mandat de Manny Coto com a productor creador a la quarta temporada, els orions van ser reintroduïts a la pantalla per primera vegada des de "La sèrie original" a l'episodi "Borderland" el 2004, que va ser la primera vegada que un home d'Orió va aparèixer a la pantalla en imatge real. Bobbi Sue Luther va ser seleccionada com la principal esclava d'Orió a l'episodi, i va investigar la història de la raça a Internet abans de la seva actuació, ja que no estava familiaritzada amb la sèrie abans. Van caldre quatre hores de maquillatge perquè Luther estigués a punt, i va descriure el vestit com una mica més esvelt del que estava acostumada com a model de roba interior i biquini. Es va utilitzar alcohol isopropílic per eliminar la major part del maquillatge verd, però Luther va dir que la resta va trigar alguns dies a treure-s'en.  El lluitador professional Big Show va ser un dels diversos actors que van interpretar orions masculins a "Borderland".
Un altre episodi centrat en orions es va mostrar més tard a la quarta temporada. Titulat "Bound", hi havia tres esclaves d'Orió centrals a la trama interpretades per Cyia Batten, Crystal Allen i Menina Fortunato. En aquest cas, el maquillatge es va aplicar amb esprai, però les actrius van trigar unes quatre hores a estar a punt per al rodatge. Després del final d' "Enterprise", una reinvenció va fer que la franquícia tornés a l'era de "La sèrie original" amb el remake de 2009 Star Trek. Rachel Nichols va ser escollida com una orió anomenada Gaila, que tenia una relació amb James T. Kirk (Chris Pine). El seu procés de pentinat i maquillatge li va trigar fins a sis hores cada dia, i va descobrir que tacava la cara de Pine de verd després de filmar una escena en què es besen. Es va decebre de no tornar al paper per a la següent pel·lícula, Star Trek Into Darkness. També es van rodar escenes per a Star Trek amb Diora Baird com a segona dona d'Orió, però aquestes es van tallar i més tard es van incloure com una escena eliminada a les estrenes en mitjans domèstics. Roberto Orci, un dels guionistes de les pel·lícules de reinvenció, va suggerir en una entrevista amb UGO Networks que aquestes dones d'Orió havien estat alliberades de l'esclavitud mitjançant un Ferrocarril Subterrani.

## Aparicions
El lloc web oficial de Star Trek descriu l'espècie d'Orió com organitzada en una "nació o imperi lax", també descrita com el Sindicat d'Orió. Són coneguts per les seves activitats criminals, com la pirateria, la mineria il·legal i l'explotació del mercat negre. La seva primera aparició a la cronologia de Star Trek va ser a l'episodi "Borderland" d'Enterprise, quan l'Enterprise (NX-01) sota el capità Jonathan Archer (Scott Bakula) va viatjar a una zona de l'espai coneguda com la zona frontereraa, situada entre els Klíngons i l'espai d'Orió. Allà són atacats per dues naus d'Orió i diversos membres de la tripulació són segrestats. Els rastregen fins a un mercat d'esclaus d'Orió amb l'ajuda d'Arik Soong (Brent Spiner) i els rescaten. A "Bound" la tripulació és contactada per una nau d'Orió capitaneada per Harrad-Sar (William Lucking), que ofereix obrir relacions entre el Sindicat d'Orió i la Flota Estel·lar. Per celebrar la nova aventura, a Archer li presenten tres dones d'Orió: Navaar (Cyia Batten), D'Nesh (Crystal Allen) i Maras (Menina Fortunato). Les feromones de les dones comencen a afectar la tripulació amb l'excepció de la subcomandant T'Pol (Jolene Blalock) i el comandant Charles "Trip" Tucker III (Connor Trinneer), que treballen junts amb èxit per evitar que els Orions robin la nau. Durant una conversa entre Archer i Harrad-Sar, l'Orion admet que són les tres dones les que manen, i ell és el seu esclau.
Els talosians busquen estimular una atracció entre el capità Christopher Pike (Jeffrey Hunter) i Vina (Susan Oliver) a "La gàbia". Era una dona que va sobreviure a l'accident d'una nau espacial a Talos IV, i els talosians havien estat projectant una sèrie d'il·lusions primer per presentar-la com una humana sana, però per tal de començar una atracció, primer com una princesa de l'Edat Mitjana, després com una esclava d'Orió i finalment com una personificació de l'esposa de Pike. Aquests esdeveniments són revisats durant un consell de guerra contra Spock (Leonard Nimoy) pel capità James T. Kirk (William Shatner) a "El zoo". A "Viatge a Babel", els orions intenten interrompre una conferència de la Federació inserint un agent disfressat com el líder de la delegació andoriana, Thelev (William O'Connell). L'agent mata el líder de la delegació tellarita, Gav (John Wheeler), implicant l'ambaixador Sarek (Mark Lenard). Després que l'Orió fereixi el capità Kirk, es descobreix la seva estratagema i es destrueix una nau d'Orió que el persegueix. A "Qui Déu destrueixi...", quan l'USS Enterprise arriba a Elba II, un planeta que conté un manicomi subterrani, troben Garth d'Izar (Steve Ihnat) fent-se passar pel governador de la institució. Intenta utilitzar una dona d'Orió, Marta (Yvonne Craig), per influir en la tripulació de l' Enterprise. Quan això falla, l'exilia a la superfície inhòspita del planeta, matant-la. Aquest episodi va ser la primera ocasió de la franquícia que es va mostrar l'aparició d'un veritable orió.
El Sindicat d'Orií s'esmenta a Deep Space Nine com una organització criminal, com ara a "Honor Among Thieves" en què el cap Miles O'Brien (Colm Meaney) és col·locat d'incògnit dins del Sindicat per la Intel·ligència de la Flota Estel·lar. Al remake de Star Trek del 2009, es crea un univers alternatiu després que el romulà Nero (Eric Bana) i la seva nau, la Narada viatgin en el temps buscant venjança després de la destrucció del seu món natal. Mentre James T. Kirk (Chris Pine) assisteix a l'Acadèmia de la Flota Estel·lar, té una relació romàntica amb una dona d'Orió anomenada Gaila (Rachel Nichols), que és la companya d'habitació de Nyota Uhura (Zoe Saldana). A la seqüela, Star Trek Into Darkness, es veu un orió en una foto de San Francisco amb una multitud.
Star Trek: Lower Decks, una sèrie animada emesa per primera vegada el 2020, presenta per primera vegada un personatge principal d'Orió, D'Vana Tendi, una oficial científica amb la veu de Noël Wells.
Star Trek: Discovery inclou orions a les temporades 3 i 4, que estan ambientades al segle XXXII.
La temporada 3 de Star Trek: Picard mostra orions al planeta M'talas Prime, així com oficials de la Flota Estel·lar d'Oriós a la tripulació del Titan-A. L'oficial de ciències i l'oficial d'operacions del Titan-A són els primers oficials de la Flota Estel·lar d'Orió d'imatge real representats a l'Univers Primer.

## Recepció

### Fandom

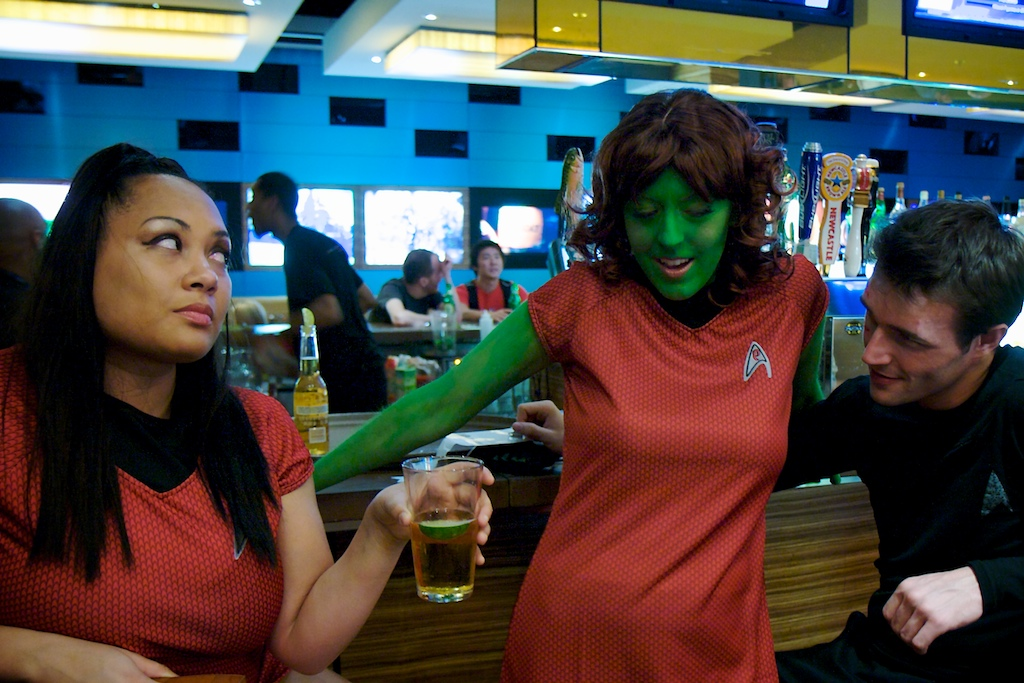
Un fan de Star Trek disfressada d'orió

Els fans de Star Trek van adoptar els Orions, concretament la imatge de l'esclava d'Orió, convertint-la en una elecció popular per a cosplay a les convencions de ciència-ficció. Això inclou una companyia de dansa amb temàtica d'Orió anomenada "Orion's Envy". Diverses websèries basades en fans Star Trek s'han creat des del final d' Enterprise, incloent-hi Star Trek Continues, que continua els esdeveniments de La sèrie original. El segon episodi, "Lolani", fes va centrar en els esdeveniments posteriors a l'assassinat de tres tripulants tellarites d'un vaixell de càrrega i el descobriment que una esclava d'Orió va sobreviure a l'incident. Lou Ferrigno, famós pel seu paper com a Hulk a la sèrie de televisió de 1978 The Incredible Hulk, va aparèixer com un orió masculí de color verd similar.

### Recepció de la crítica
Justin Everett, en el seu assaig "Fan Culture and the Recentering of Star Trek", va descriure l'aparició dels orions a la quarta temporada d' "Enterprise" com un intent de Coto de fer tornar els espectadors a la sèrie. Tanmateix, va descriure les mateixes dones d'Orió com a proveïdores de "pornografia softcore" a l'espectador. Quant a aquestes mateixes aparicions, David Greven va escriure al seu llibre "Gender and Sexuality in Star Trek", que l'atracció dels homes a l' "Enterprise" demostrava l' "extraordinària heterosexualitat de tota la sèrie "Trek"", ja que cap d'ells es pot resistir a ells, ni cap de les dones sent una atracció similar. Quant al seu ball, va trobar que era "similar al moviment brusc dels ocells", fent referència al fet que les sirenes de la mitologia grega compartien algunes característiques amb els humans i altres amb els ocells.

## En altres mitjans
- The Green Girl és un documental biogràfic del 2014 sobre Susan Oliver, anomenada així pel seu paper a "La gàbia".
- L'episodi paròdic del 2015 de Henry Danger "Dream Busters" (el títol en si mateix és una referència a Caçafantasmes) està gairebé completament ambientat en un món fet d'al·lucinacions, una de les quals és un personatge gairebé mut que una altra al·lucinació anomena "la ballarina verda", clarament una referència a Orions de Star Trek.
- A The Big Bang Theory, temporada 11 episodi 4, Leonard es queixa que la tintoreria no va treure la taca del seu uniforme de la Flota Estel·lar. Penny comenta que no hauria de netejar-ho en sec tant si no li fes portar pintura corporal verda al llit, però Leonard decideix que va valer la pena.